# Cerboniusz
Cerboniusz (zm. ok. 575 na Elbie) – święty katolicki, biskup.
Według legend miał być uciekinierem z Afryki przed prześladowaniami ze strony arian. Kiedy został biskupem Populonii był zmuszony do opuszczenia stolicy biskupiej by uniknąć wyroku Totyla, który skazał go na rozszarpanie przez niedźwiedzia. Pewne jest, że jego emigracja na Elbę odbyła się w czasie najazdu Longobardów. Po śmierci jego ciało przeniesiono do Massa Marittima. Mylony jest ze św. Regulusem, a także błędnie przypisuje mu się biskupstwo Werony. W swoich „Dialogach” papież Grzegorz Wielki opisuje świętość Cerboniusza. 
Jego wspomnienie w Kościele katolickim obchodzone jest 10 października.